# 노던 준주
노던 준주(영어: Northern Territory)는 오스트레일리아의 북부에 위치한 연방 직할 행정 구역이다. 주도이자 최대 도시는 다윈이다. 남쪽으로는 사우스오스트레일리아주, 서쪽으로는 웨스턴오스트레일리아주, 동쪽으로는 퀸즐랜드주와 접한다.

## 구성
영국계 백인들이 다수이나, 오스트레일리아 원주민(어보리진)들과 동남아시아(특히 인도네시아와 동티모르 출신) 이주민들도 많이 살고 있다.

## 주요 도시
- 다윈(Darwin)
- 앨리스스프링스(Alice Springs)

## 관광

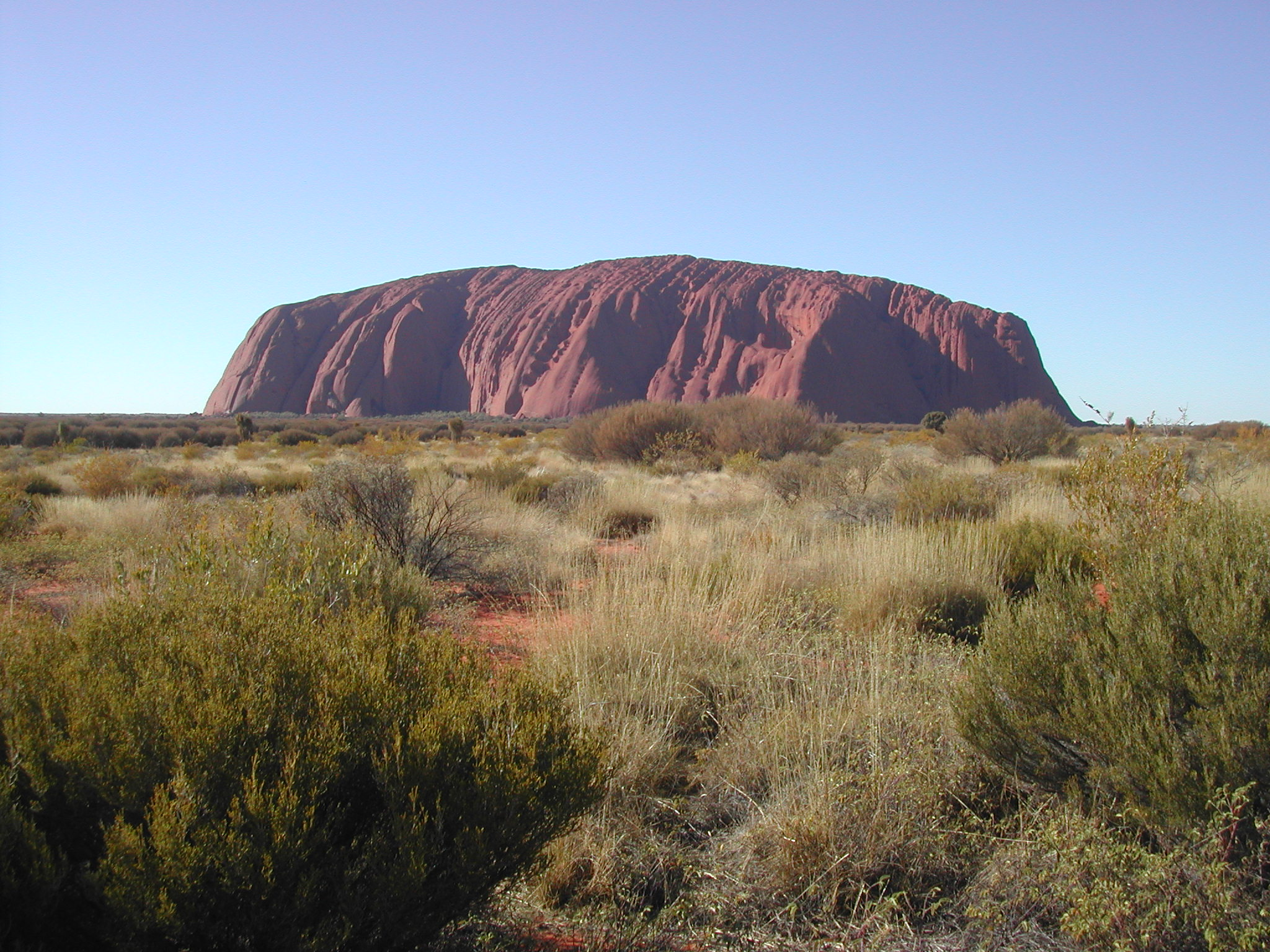
노던 준주의 상징으로 여겨지는 울룰루

관광은 노던 준주의 주요 산업 중 하나이다. 특히 울루루와 카카두는 노던 준주를 국내외 관광객들이 노던 준주를 필수 관광지로 손꼽게 하고 있는 곳이다. 가지가지의 풍경, 장대한 폭포들, 드넓은 땅, 오스트레일리아 원주민의 문화, 더럽혀지지 않은 야생은 노던 준주 관광객들에게 독특한 경험을 가져다준다. 특히 울루루는 노던 준주에 더럽혀지거나, 없어지면 안 될 세계적 유산이다.
- 울루루
- 아웃백 사막
- 카카두

## 기후
| Northern Territory의 기후   | Northern Territory의 기후 | Northern Territory의 기후 | Northern Territory의 기후 | Northern Territory의 기후 | Northern Territory의 기후 | Northern Territory의 기후 | Northern Territory의 기후 | Northern Territory의 기후 | Northern Territory의 기후 | Northern Territory의 기후 | Northern Territory의 기후 | Northern Territory의 기후 | Northern Territory의 기후 |
| 월                          | 1월                       | 2월                       | 3월                       | 4월                       | 5월                       | 6월                       | 7월                       | 8월                       | 9월                       | 10월                      | 11월                      | 12월                      | 연간                      |
| --------------------------- | ------------------------- | ------------------------- | ------------------------- | ------------------------- | ------------------------- | ------------------------- | ------------------------- | ------------------------- | ------------------------- | ------------------------- | ------------------------- | ------------------------- | ------------------------- |
| 역대 최고 기온 °C (°F)      | 48.3 (118.9)              | 46.4 (115.5)              | 45.0 (113.0)              | 41.5 (106.7)              | 40.2 (104.4)              | 37.9 (100.2)              | 37.5 (99.5)               | 39.7 (103.5)              | 42.0 (107.6)              | 45.0 (113.0)              | 46.1 (115.0)              | 47.2 (117.0)              | 48.3 (118.9)              |
| 역대 최저 기온 °C (°F)      | 6.7 (44.1)                | 8.5 (47.3)                | 4.7 (40.5)                | 1.0 (33.8)                | −4.2 (24.4)               | −6.0 (21.2)               | −7.5 (18.5)               | −5.4 (22.3)               | −2.8 (27.0)               | 0.0 (32.0)                | 3.5 (38.3)                | 7.5 (45.5)                | −7.5 (18.5)               |
| 출처: Bureau of Meteorology |                           |                           |                           |                           |                           |                           |                           |                           |                           |                           |                           |                           |                           |

노던 준주는 기후에 따라 2 지역으로 나눌 수 있다. 북쪽 끝인 다윈 지방은 우기인 11월 ~ 4월과 건기인 5월 ~ 10월과 같이 2 계절을
지닌 매우 습한 열대 기후 지역이다.  그리고 중앙 오스트레일리아 쪽은 사막 기후에 속해있다.
다윈은 뚜렷한 우기와 건기, 2 계절을 가지고 있는데, 비가 거의 오지 않는 건기는 남반구의 겨울인 5월에서 9월까지이다. 건기 때는
매일같이 맑고 더우며, 오후의 습도는 보통 30%에 머무른다. 가장 기온이 낮은 달은 6월과 7월 사이로 최저기온이 14 °C 내외로
떨어지기도 하나 매우 드물며 얼음이 언 기록도 있지 않은 곳이다.
우기에는 열대저기압과 몬순 강우의 영향을 받는다. 대부분의 비는 남반구의 여름인 12월에서 3월 사이에 내리며, 뇌우도 자주
동반한다. 가장 습한 달에는 한 낮의 습도가 70%에 육박한다. 연 강수량은 북부에선 1,570mm 이상이 내리지만, 중앙 오스트레일리아
지방에서는 250mm 이하이다.
중부 지방은 오스트레일리아 사막의 중심부이며, 앨리스스프링스와 울룰루가 위치하고 있으며, 스텝 기후가 나타나고 가장
더운 기간인 10월 ~ 3월 사이에 조금 비가 내린다.
최고 기온 기록: 48.3 °C (118.9 °F), 아푸툴라, 1960년 1월 2일
최저 기온 기록: -7.5 °C (18.5 °F), 앨리스스프링스, 1976년 7월 12일.

## 같이 보기
- 분류:노던 준주의 도시